# باولو فوليو
باولو فوليو (بالإيطالية: Paolo Foglio)‏ (8 سبتمبر 1975 في إيطاليا - ) هو لاعب كرة قدم إيطالي في مركز الدفاع. شارك مع منتخب إيطاليا تحت 18 سنة لكرة القدم ومنتخب إيطاليا تحت 19 سنة لكرة القدم ومنتخب إيطاليا تحت 21 سنة لكرة القدم. أما مع النوادي، فقد لعب مع أتالانتا وكييفو فيرونا ونادي أسكولي ونادي جنوى ونادي ريجينا ونادي سيينا ونادي فينيزيا وهيلاس فيرونا ونادي فيورينزولا 1922 وUC AlbinoLeffe ‏.

## وصلات خارجية
- باولو فوليو على موقع قاعدة بيانات كرة القدم.إي يو (الإنجليزية)
- باولو فوليو على موقع Soccerbase.com (لاعب) (الإنجليزية)
- باولو فوليو على موقع عالم كرة القدم.نت (الإنجليزية)